# Bozshakol
Bozshakol (kasachisch Бозшакөл мыс кен орны, Bozshakól mys ken orny) ist ein Kupfererztagebau ca. 60 km westlich von Ekibastus im Gebiet Pawlodar in Kasachstan. Der Tagebau mit angeschlossener Aufbereitung wird von KAZ Minerals betrieben. Er enthält schätzungsweise 1,22 Milliarden Tonnen Kupfererz mit einem durchschnittlichen Kupfergehalt von 0,36 %, zudem 5,25 Millionen Unzen Gold und 57.000 Tonnen Molybdän.
Die Mine und Verarbeitungsanlagen haben 2016 ihre Produktion aufgenommen und sollen in den ersten 10 Betriebsjahren durchschnittlich 100 kt Kupfer und 120 Kilounzen Gold in Konzentrat pro Jahr produzieren. 2020 wurden 122 kt Kupfer produziert. Die erkundeten Vorräte reichen für etwa 40 Jahre.
Der Tagebau umfasst zwei Gruben: die zentrale Hauptgrube und die östliche Grube.